# 全国農協乳業協会
全国農協乳業協会（ぜんこくのうきょうにゅうぎょうきょうかい）は、農協系乳業プラントを中心とした乳業者の業界団体。

## 協会概要
- 事務局 - 東京都港区芝4-17-5　相鉄田町ビル7階(全酪連内)
- 会長　 - 橋本光宏（日本酪農協同株式会社　代表取締役社長）
- 活動内容 - 農協等が製造する牛乳・乳製品（以下、牛乳等）に関する知識の普及および消費者啓発、牛乳等の品質や製造技術の向上 、牛乳等に関する調査研究および情報提供など。

## 沿革
- 1971年6月4日 - 全国農協乳業プラント協議会設立。
- 1986年7月7日 - 社団法人化、全国農協乳業プラント協会に名称変更。
- 1999年6月16日 - 社団法人全国農協乳業協会に名称変更。
- 2013年4月1日　一般社団法人　全国農協乳業協会へ名称変更
- 2016年4月1日　全国農協乳業協会へ組織変更

## 会員
- よつ葉乳業株式会社
- YUDAミルク株式会社
- 酪王協同乳業株式会社
- 榛名酪農業協同組合連合会
- 東毛酪農業協同組合
- 西武酪農乳業株式会社
- 千葉酪農農業協同組合
- 全国酪農業協同組合連合会
- 函南東部農業協同組合
- 長野県農協直販株式会社
- 新潟県農協乳業株式会社
- 株式会社佐渡乳業
- 株式会社良寛

- アイ・ミルク北陸株式会社
- 美濃酪農農業協同組合連合会
- 飛騨酪農農業協同組合
- 大内山酪農農業協同組合
- 有限会社四日市酪農
- 美山ふるさと株式会社
- 日本酪農協同株式会社
- 淡路島酪農農業協同組合
- 大山乳業農業協同組合
- 島根中酪株式会社
- 蒜山酪農農業協同組合
- 山陽乳業株式会社
- やまぐち県酪乳業株式会社
- 防府酪農農業協同組合
- ルナ物産株式会社
- 四国乳業株式会社
- ニシラク乳業株式会社
- 球磨酪農農業協同組合
- 熊本県酪農業協同組合連合会
- 九州乳業株式会社
- 南日本酪農協同株式会社
- 鹿児島県酪農乳業株式会社